# Theroscopus coriaceus
Theroscopus coriaceus là một loài tò vò trong họ Ichneumonidae.